# Station Le Quesnoy
Station Le Quesnoy is een spoorwegstation in de Franse gemeente Le Quesnoy.